# Lacarry-Arhan-Charritte-de-Haut
Lacarry-Arhan-Charritte-de-Haut – miejscowość i gmina we Francji, w regionie Nowa Akwitania, w departamencie Pireneje Atlantyckie.
Według danych na rok 1990 gminę zamieszkiwało 127 osób, a gęstość zaludnienia wynosiła 5 osób/km² (wśród 2290 gmin Akwitanii Lacarry-Arhan-Charritte-de-Haut plasuje się na 1049. miejscu pod względem liczby ludności, natomiast pod względem powierzchni na miejscu 362.).